# Związek Młodych Narodowców
Związek Młodych Narodowców (od 19 grudnia 1937 Ruch Narodowo-Państwowy) – organizacja powstała początkowo jako inicjatywa członków Ruchu Młodych Obozu Wielkiej Polski, kiedy na jesieni 1932 roku rozwiązano struktury OWP na Pomorzu i w Wielkopolsce. Była to decyzja w opozycji do planów kierownictwa obozu narodowego, skupionego w Stronnictwie Narodowym. Politycy SN powołali Sekcję Młodych Stronnictwa Narodowego, w której mieli się znaleźć młodzi członkowie rozwiązywanego OWP. Na kanwie tej różnicy zdań jeszcze dobitniej ujawnił się konflikt pomiędzy "młodymi" i "starymi" endekami. W marcu 1933 rozwiązano Obóz Wielkiej Polski w całym kraju. Pomimo że zdecydowana większość członków OWP przeszła do SN, część zbuntowała się, opuszczając tym samym ruch narodowy.
W związku z tym 21 lutego 1934 roku, pod przywództwem m.in. Jerzego Drobnika i Jana Zdzitowieckiego powstał "drugi" Związek Młodych Narodowców, już jako organizacja rozłamowa. Jej celem głównym było doprowadzenie do syntezy między narodowcami a piłsudczykami, tj. utworzenie nowoczesnego obozu nacjonalistycznego w Polsce. Takim dążeniom, w sytuacji współpracy zetemenowców z sanacją musiała towarzyszyć krytyka posunięć politycznych endecji, przy jednoczesnym przenoszeniu wielu idei z jej terenu na teren sanacji. Celem dążeń ZMN/RNP było zajęcie przez Polskę mocarstwowej pozycji. Warunkiem osiągnięcia tego celu było szersze oparcie państwa polskiego o Bałtyk, a w dalszej konsekwencji – rozszerzenie granic w kierunku zachodnim. Był to najbardziej oryginalny postulat wnoszony przez ZMN do obozu sanacji. Pozostałe to: antypluralistyczna koncepcja ustroju, postulat polonizacji Kresów Wschodnich, ofensywna postawa wobec Niemiec oraz uznanie doniosłości religii katolickiej w życiu społeczeństwa. Organizacja weszła w skład Obozu Zjednoczenia Narodowego.
W literaturze przedmiotu brak jednolitej oceny, co do liczby członków ZMN – od 250 do 1000. Byli to głównie dziennikarze i intelektualiści. Funkcjonował w Wielkopolsce, na Pomorzu, we Lwowie, w małym zakresie na Śląsku, w Łodzi, Warszawie i Krakowskiem. Pomimo stosunkowo małej liczebności grupy, posiadała ona niebagatelne znaczenie jako środowisko intelektualne, rozwijające imponujący dorobek pisarski i wydawniczy. Zetemenowcy byli twardymi przeciwnikami liberalizmu. Postawę taką łatwo jest odszukać właśnie w piśmiennictwie Obozu Wielkiej Polski, skąd się wywodzili. Liberalizm, ich zdaniem, jako światopogląd ześrodkowany wokół jednostki – oddziaływał negatywnie, atomizując zbiorowość narodową. Takie poglądy wykluczały ich zgodę na liberalny model ustroju państwowego i gospodarczego oraz sugerowały system monopartyjny. Organy prasowe: „Awangarda Państwa Narodowego” i „Akcja Narodowa”.